# Krîmska Roza (Krîmska Roza), Bilohirsk
Krîmska Roza (în ucraineană Кримська Роза) este localitatea de reședință a comunei Krîmska Roza din raionul Bilohirsk, Republica Autonomă Crimeea, Ucraina.

## Demografie
Componența lingvistică a localității Krîmska Roza
     Rusă (87,1%)
     Ucraineană (6,57%)
     Tătară crimeeană (4,88%)
     Alte limbi (0,75%)
Conform recensământului din 2001, majoritatea populației localității Krîmska Roza era vorbitoare de rusă (87,1%), existând în minoritate și vorbitori de ucraineană (6,57%) și tătară crimeeană (4,88%).